# Даг Воткінс
Даг Во́ткінс (англ. Doug Watkins), повне ім'я Да́глас Во́ткінс (англ. Douglas Watkins; 2 березня 1934, Детройт, Мічиган — 5 лютого 1962, Голбрук, Аризона) — американський джазовий контрабасист.

## Біографія
Народився 2 березня 1934 року в Детройті, штат Мічиган. Серед його однокласників в школі були Пол Чемберс (який приходився також йому двоюрідним братом) і Дональд Берд.
Улітку 1953 року залишив Детройт разом з Джеймсом Муді і повернувся лише наступного року та грав з тріо Баррі Гарріса; також акомпанував таким зіркам на гастролях, як Стен Гетц, Чарлі Паркер, Коулмен Гокінс. Переїхав до Нью-Йорка у серпні 1954 року, де працював в клубі Minton's та грав з Кенні Доргемом і Генком Моблі; потім приєднався до гурту Арта Блейкі The Jazz Messengers. Грав з Горасом Сільвером (1956) та в ансамблі Чарльза Мінгуса «Jazz Workshop» (в якому Мінгус грав на фортепіано) (1960—61); записувався з Сільвером, Бердом, Артом Блейкі, Артом Фармером, Джином Еммонсом, Сонні Роллінсом, Джекі Мак-Ліном, Пеппером Адамсом, Філом Вудсом та ін. Грав на віолончелі на єдиному своєму альбомі Soulnik на New Jazz (1960).
Загинув 5 лютого 1962 року в автомобільній катастрофі в Голбруку, штат Аризона, у віці 27 років (він направлявся до Сан-Франциско для виступу з Філлі Джо Джонсом).

## Дискографія
- Watkins at Large (Transition, 1956)
- Soulnik (New Jazz, 1960)